# کاکا (بازیکن فوتبال، زاده ژانویه ۱۹۹۱)
کاکا (انگلیسی: Kaká؛ زادهٔ ۱۲ ژانویهٔ ۱۹۹۱) بازیکن فوتبال اهل برزیل است.